# Khalid Al Darmaki
Khalid Al Darmaki (Arabic:خالد الدرمكي) (sinh ngày 2 tháng 1 năm 1992) là một cầu thủ bóng đá người Các Tiểu vương quốc Ả Rập Thống nhất. Hiện tại anh thi đấu cho Al Dhafra.